# Carrie Anderson
Carrie Anderson es una científica planetaria estadounidense en el Centro de vuelo espacial Goddard de la NASA.

## Biografía

### Educación
Anderson nació en Phoenix, Arizona, Estados Unidos. Obtuvo un bachiller universitario en física de la Universidad Estatal de Arizona en 2000. Se trasladó a la Universidad Estatal de Nuevo México para sus estudios de doctorado y se graduó en 2006. Después de graduarse, se convirtió en becaria postdoctoral de la NASA.

### Trayectoria
Anderson es una astrónoma planetaria en el Laboratorio de Astroquímica en el Centro de vuelo espacial Goddard de la NASA, y se unió a la NASA como funcionaria en 2009. Se desempeñó como jefa asociada del Laboratorio de Sistemas Planetarios de 2011 a 2016.
La investigación científica de Anderson se centra en la detección remota de las atmósferas planetarias, principalmente en las áreas de estructura y composición térmica. Su primer trabajo científico se centró en la exosfera de Mercurio. Asimismo, realizó análisis de transferencia radiativa de los planetas exteriores, incluyendo los efectos de aerosoles y condensados, así como técnicas de análisis de datos en las regiones espectrales visible, infrarrojo cercano, infrarrojo medio, infrarrojo lejano y submilimétrico.
Otra investigación de Anderson se refiere a la atmósfera de Titán, la luna de Saturno, que es, según la NASA, «un modelo de cómo podría haber sido la Tierra primitiva».
En 2015, informó sobre su descubrimiento de una nube de hielo a gran altitud, químicamente nueva, que residía en la estratosfera del polo sur de Titán durante el inicio del invierno austral de Titán, químicamente compatible con el cianuro de hidrógeno condensado y el benceno. Durante sus 12 años en el equipo del espectrómetro de infrarrojos compuesto Cassini (CIRS), Anderson descubriría también nubes adicionales de hielo en la estratosfera de Titán, incluyendo una mezcla de hielo condensada que contenía cianuro de hidrógeno y cianoacetileno, así como el descubrimiento de que el aerosol fotoquímico de Titán es químicamente uniforme en toda la atmósfera en altitudes por debajo de la estratopausa. Estuvo muy involucrada en las operaciones de la misión Cassini-Huygens en el sistema de Saturno.
Es miembro de la Unión Americana de Geofísica y la División de Ciencias Planetarias de la American Astronomical Society.

## Premios y honores
- Premio Robert H. Goddard de la NASA al logro excepcional en grupo por el apoyo a la misión; marzo de 2016.[1]
- Medalla de la NASA a los logros científicos excepcionales; julio de 2015.[17][18]
- Premio Robert H. Goddard de la NASA al logro excepcional para el equipo de ingeniería; marzo de 2015.
- Premio Robert H. Goddard de la NASA al logro excepcional para la ciencia; abril de 2013.
- Medalla de la NASA al logro en carrera temprana; junio de 2012.[19]